# Cótabo

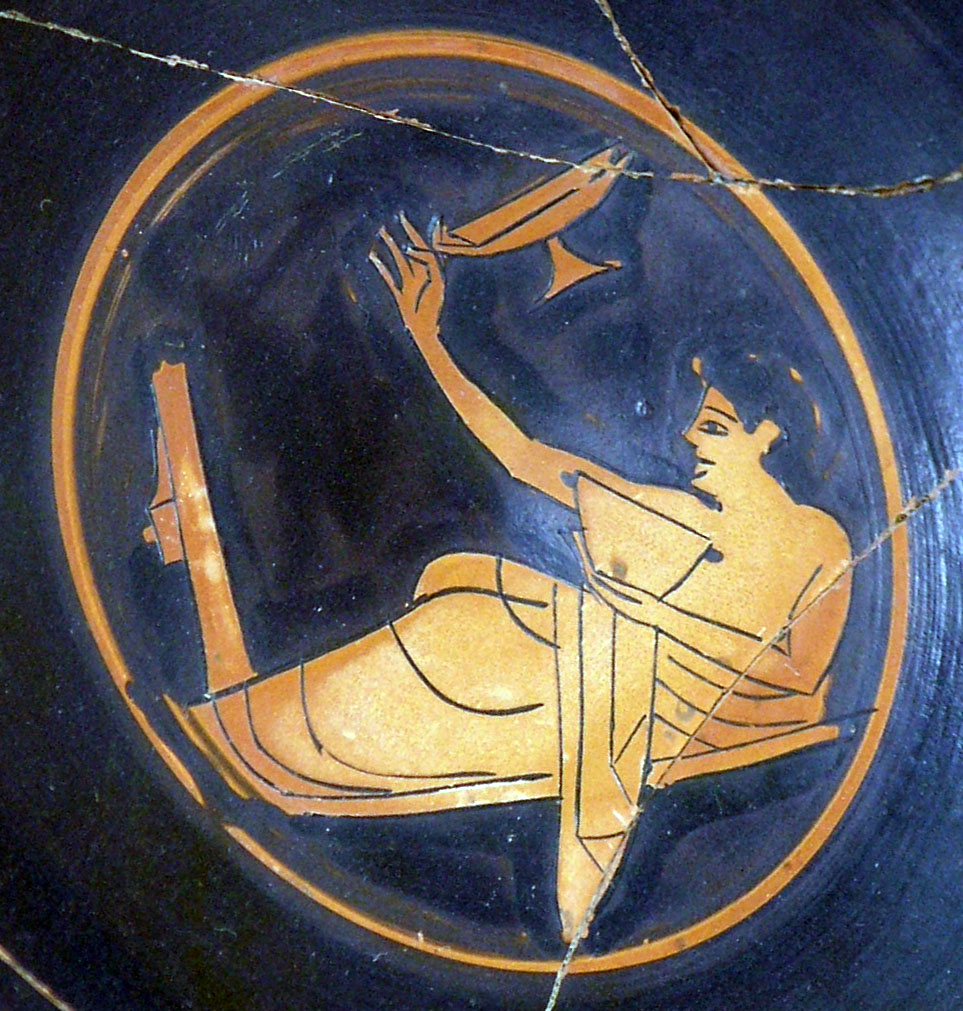
Joven jugando al cótabo.

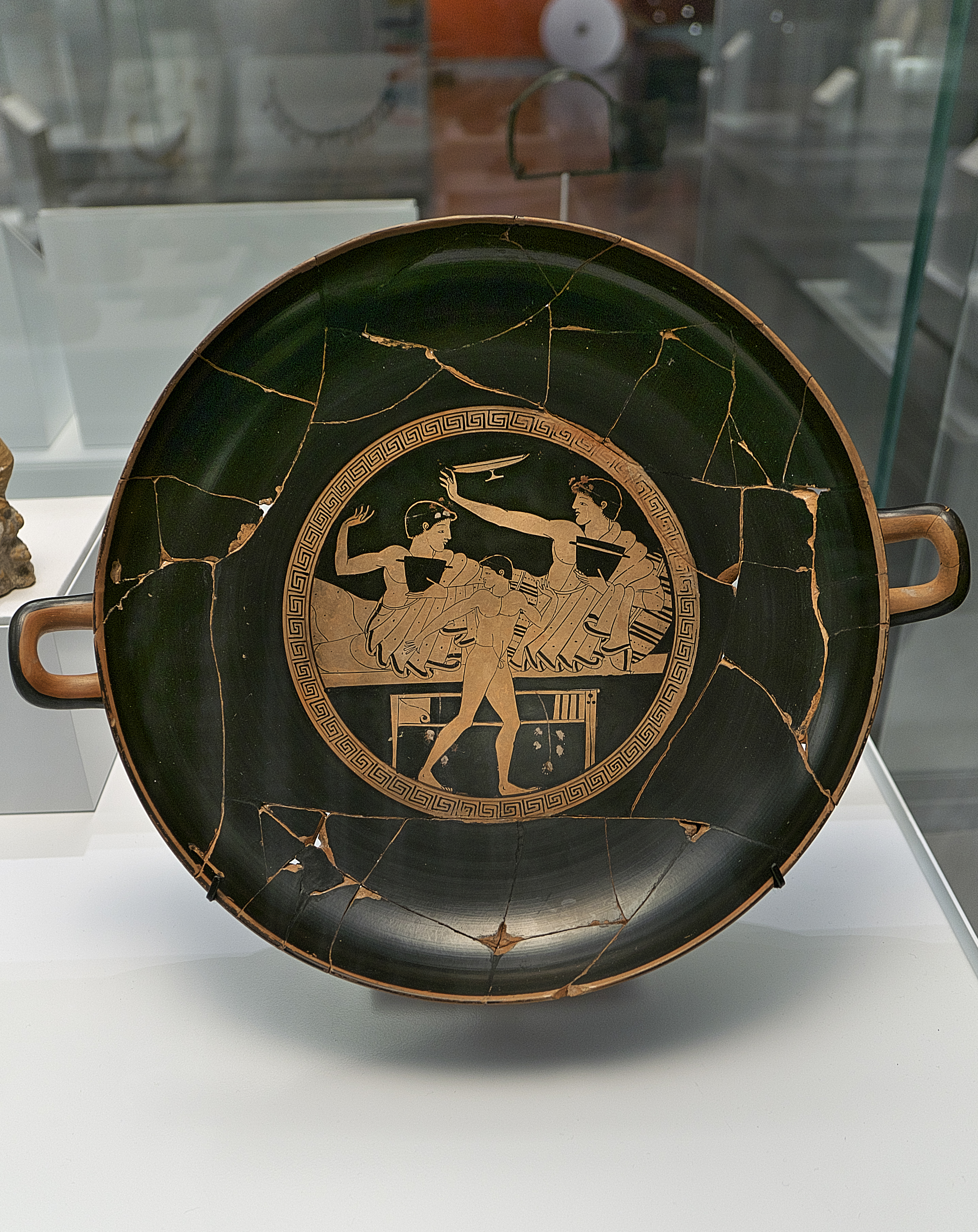
Jóvenes jugando al cótabo en un banquete (Museo Británico).

El cótabo (en griego κότταβος) era un juego de habilidad, practicado por los antiguos griegos en los simposios, que consistía en verter en un determinado lugar el residuo que quedaba en una copa tras beber de ella. La costumbre se originó en Sicilia y se extendió por Grecia y Etruria. Se practicó durante tres centurias, desde aproximadamente el 600 a. C. hasta el siglo III a. C.
Todo simposio comenzaba con las libaciones en honor de los dioses, Dioniso sobre todo: se bebía una pequeña cantidad de vino puro, y después se rociaban algunas gotas invocando el nombre de la divinidad. Durante la reunión, los bebedores, en vez de arrojar al suelo la libación se divertían tirando a un punto fijo el líquido que había quedado en el fondo de su copa.

Es posible que al principio fuese una manera de brindar por la persona amada, cuyo nombre se pronunciaba al mismo tiempo.
Tendido en el diván, apoyándose con el brazo izquierdo en un cojín, se levantaba la copa introduciendo el índice verticalmente en una de las asas. Con un leve movimiento de muñeca, se hacía volcar la copa (con la mano por encima del hombro) de manera que el vino salía disparado y se dirigía directamente hacia el blanco. Éste consistía normalmente en una tapadera de bronce que se balanceaba en precario equilibrio al extremo de una barra de bronce sobre un pedestal (kottabeion, una especie de candelabro, de la altura de una persona o más). El platillo plano (plastingx) caía movido por las gotas de vino (latages) y en su bajada tocaba un plato más grande de bronce (manes) fijado a la barra: al chocar se producía un tintineo y por lo que parece lo importante era el ruido que se producía.
En esta libación de nuevo cuño no se invocaba el nombre de un dios, se pronunciaba el de una persona amada: si el líquido caía en el platillo o vaso al que se apuntaba, se consideraba un presagio favorable, y significaba que la persecución amorosa tendría éxito. También las mujeres, en los banquetes reservados a ellas, o las cortesanas invitadas a los banquetes de hombres, practicaban ese cótabo «erótico»: en un vaso de Eufronio, una mujer desnuda, reclinada en un lecho de banquete, tiene en la mano derecha el asa de una copa mientras dice: «Lanzo esta por ti, Leagro». Terámenes, en el momento de morir, hace una parodia de esta costumbre: condenado a muerte por deseo de Critias, uno de los Treinta Tiranos, cuentan que cuando tuvo que beber la cicuta arrojó -como en el cótabo- la última gota diciendo: «A la salud del bello Critias».
El cótabo estuvo tan de moda que se inventaron diversas variantes. El vaso que servía de blanco se podía llenar de agua, con pequeños recipientes de barro nadando en la superficie del líquido; entonces había que alcanzar estas diminutas embarcaciones y arrojar en ellas el vino con bastante destreza para que naufragasen y se hundiesen. El premio del cótabo le correspondía al que hubiera logrado más naufragios en miniatura.
También surgió la idea de poner una larga varilla de metal, terminada en punta, sobre la que se colocaba en equilibrio un platillo. El jugador tenía que derribar el platillo lanzando el resto de su copa y al parecer, el gran triunfo consistía en que el platillo al caer golpeara una especie de arandela o de copa invertida puesta sobre la varilla de metal a dos tercios de su altura.
Este juego de carácter dionisíaco se practicaba ante todo en los banquetes, pero también en los lugares públicos como los establecimientos de baños.
El premio estipulado para el vencedor podían ser huevos, manzanas, dulces, sandalias, un collar, cintas, una copa, una pelota o simplemente un beso de la persona amada. Se juzgaba al jugador no solo por su habilidad para alcanzar el objetivo fijado, sino también por la elegancia del gesto con que manejaba la copa.
El cótabo constituía un elemento inseparable de la euforia y de la embriaguez. La alegría de una bacanal no era algo que se despreciase ni mucho menos; quizás es significativo que la mejor obra en prosa de la literatura griega sea el retrato de una larga bacanal de ese estilo: el famoso Banquete de Platón.